# Pio IX (Piauí)
Pio IX is een gemeente in de Braziliaanse deelstaat Piauí. De gemeente telt 17.714 inwoners (schatting 2009).

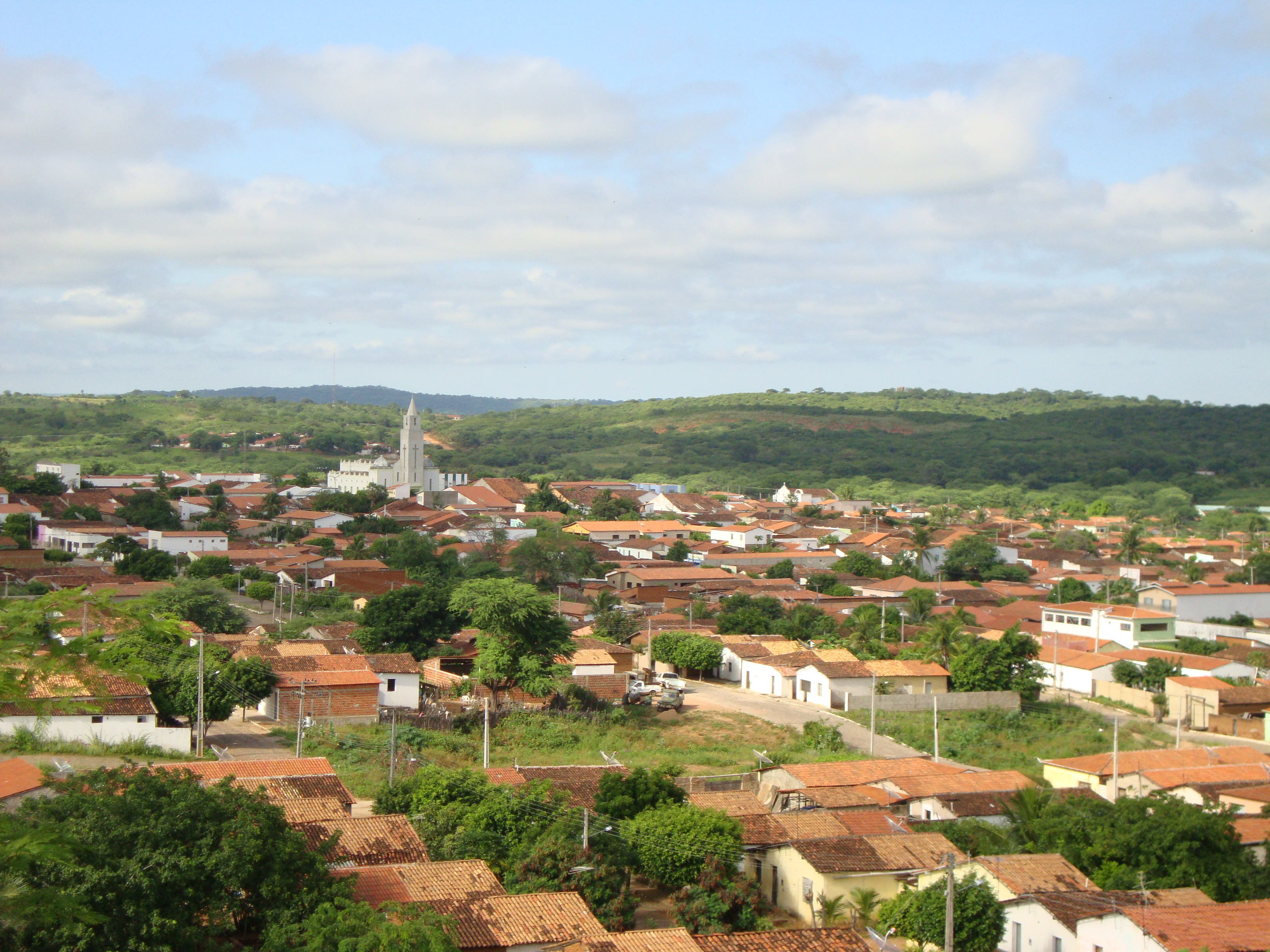
Uitzicht op Pio IX